# Sargam Koushal
Sargam Koushal (Jammu y Cachemira, India, 20 de septiembre de 1990) es una modelo y profesora india, coronada Mrs. Mundo 2022.

## Trayectoria

### Mrs. Mundo India
En 2022 participó en Mrs. India, fue anunciada ganadora el 15 de junio de 2022 fue coronada por Navdeep Kaur, ganadora de traje nacional en Mrs. India 2022.

### Mrs. Mundo
El 18 de diciembre de 2022 en Las Vegas, Nevada, Estados Unidos, logró vencer a 63 candidatas de diferentes países le coronó su antecesora Shaylyn Ford de Estados Unidos.

## Vida privada
Ella se casó con Aditya Manohar Sharma el 3 de diciembre de 2017. Completó sus estudios en la escuela secundaria superior Saint Marry's Presentation Convent de Gandhi Nagar, Jammu, se graduó en Women's College y obtuvo una maestría en literatura inglesa de la Universidad de Jammu. Luego trabajó como Maestra en Visakhapatnam. Después de casarse se dio cuenta de que su pasión son los concursos de belleza.